# Petrobius crimeus
Petrobius crimeus is een rotsspringersoort uit de familie van de Machilidae. De wetenschappelijke naam van de soort is voor het eerst geldig gepubliceerd in 1983 door Kaplin.